# Xenochrophis schnurrenbergeri
Xenochrophis schnurrenbergeri là một loài rắn trong họ Rắn nước. Loài này được Kramer mô tả khoa học đầu tiên năm 1977. Chúng được đặt tên theo nhà bò sát học người Thụy Sĩ Hans Schnurrenberger.